# Фраелако (Удине)
Фраелако је насеље у Италији у округу Удине, региону Фурланија-Јулијска крајина.
Према процени из 2011. у насељу је живело 261 становника. Насеље се налази на надморској висини од 220 м.